# ADAS teater
ADAS teater (tidigare ADAS musikaliska teater) är en fri turnerande teater med bas och egen scen på Konstepidemin i Göteborg. Teatern arbetar normkritiskt och feministiskt och gör föreställningar som lyfter tystade historier och perspektiv. Teatern bedriver ett omfattande publik- och målgruppsarbete och håller också i workshops och kvällskurser i Roy Harts röstarbete.
ADAS teater grundades 1993 av skådespelaren och dramatikern Fia Adler Sandblad.

## Historia
ADAS musikaliska teater, som bildades 1993 av Fia Adler Sandblad, gjorde scenkonst i den europeiska laboratorieteatertraditionen. Med de egna kropparna och rösterna som grund har teatern bedrivit ett utforskande arbete främst med kvinnors kroppar och berättelser som utgångspunkt och kritiskt perspektiv.
Teatern tog sitt namn från Ada Konstansia Lindström, född 1885 i Annedals församling i Göteborg, som tog plats i det offentliga rummet under första halvan av 1900-talet genom sitt engagemang i föreningsliv och på revyscenen.
År 2000 började teatern samarbeta med Sören Larsson och startade daglig träning öppen för alla utövare baserat på tekniken ”Kroppens Poesi” och Roy Harts röstarbete, ett samarbete som permanentades 2006–2014 då gruppen hade namnet larssons & ADAS teater.
Bland föreställningarna märks Så nära (1992) tillsammans med Gunilla Gränsbo, Helena av Sparta (1996), ADA berättar en Tjechovnovell – ta fast tjuven! (2005) och Jag är ett Barnhemsbarn (2014).
2024 ställde teatern in föreställningen Mama Zoya, Belarus, efter att ha mottagit hot från den belarusiska säkerhetstjänsten.

## Uppsättningar, urval
- Mama Zoya, Belarus (2024, inställd)[10]
- Kärleken, döden och vi (2019)[11][12]
- Fransk kärlek rostar aldrig (2019)
- Camilla försvann (2018)[13][14][15][16][17][18][19][20]
- Hon som jag såg i spegeln (2017)[21][22][23]
- Vi som bär världen (2017)[24][25][26][27][28][29]
- Jag är ett barnhemsbarn (2014)[30][31][32][33][34][35]
- Söt, tyst och duktig (2014)[36]
- Ja tack (2013)[37][38][39]
- Hjördis i mitt hjärta (2012)
- Bouffon – de övergivna (2012)
- Jakten på sanningen (2010)
- Lasse Dahlquist i skuggan av ett krig (2007)[40]
- Larssons blandning (2007)[41]
- Bertha – en annan historia om kärlek (2007)[42][43][44][45]
- ADAS sjunger gatans sånger (2006)
- Livet är vidunderligt (2005)
- ADAS berättar en Tjechov-novell: Ta fast tjuven! (2005)
- Sången Medusa sjunger (2003)
- Nasaretjesus (2001)
- Mammor, mammor (1999)
- I begynnelsen var (1999)
- Sagan om den starkare (1997)
- …inte göra mamma ledsen! (1997)
- Helena av Sparta (1996)
- Fata morgana – en rysare om livets (o)möjligheter (1995)
- Min telefon och jag – en tragikomisk duett i en akt (1993)
- Så nära (1992)